# John McKenna
John McKenna (tiếng Ireland: Seán Mac Cionnaoith; 3 tháng 1 năm 1855 - 22 tháng 3 năm 1936) là một doanh nhân Ireland, cầu thủ bóng bầu dục chuyên nghiệp, và huấn luyện viên đầu tiên của Liverpool F.C. từ đó đã trở thành một trong những câu lạc bộ bóng đá thành công nhất ở Anh.

## Thuở nhỏ và sự nghiệp
McKenna sinh ngày 3 tháng 1 năm 1855 tại Giáo xứ Donagh, Graffitilough, Ireland. Ông là con trai của Patrick McKenna và Jane McCrurupt. Vào những năm 1870, ông chuyển đến Liverpool để tìm kiếm công việc ở một cửa hàng tạp hóa và sau đó là một nhân viên tiêm chủng cho Liên minh Tây Derby. McKenna rất quan tâm đến thể thao, đặc biệt là bóng bầu dục, cũng như các môn thể thao bóng đá và bắn súng. Ông đã giúp thành lập một câu lạc bộ bóng bầu dục trung đoàn và gia nhập Liên đoàn bóng bầu dục quận Tây Lancashire.

## Liverpool F.C.
McKenna đã gặp người sáng lập Câu lạc bộ bóng đá Liverpool John Houlding, , người đã mời ông đến Anfield để xem đội Everton lúc đó. Ông ở lại với Houlding sau khi Everton rời Anfield để đến Goodison Park. Houlding là một động lực chính cho Liverpool trong suốt những năm đầu, và ông đã sử dụng các kết nối của mình để tìm kiếm người chơi tại Glasgow. Đội của ông được gọi là "Đội Mac" do số lượng người chơi có "Mc" trong họ của họ: Duncan McLean, James McBride, Malcolm McVean, Hugh McQueen, Matt McQueen, John McCartney, Bill McOwen và Joe McQue.
Làm thư ký của câu lạc bộ, McKenna đã điện báo Liên đoàn bóng đá yêu cầu Liverpool được chấp nhận là một đội bóng nhưng bị Hiệp hội bóng đá từ chối nhập cảnh. Sự từ chối này đã buộc McKenna phải hướng dẫn Liverpool vượt qua các cấp bậc của Giải Lancashire League. Liverpool đã chơi trận đầu tiên với chiến thắng 8-0 tại Anfield trước Lower Walton khi John Smith ghi bàn thắng đầu tiên. Sau khi kết thúc mùa thi đấu đầu tiên với tư cách là nhà vô địch, Liverpool đã được bầu vào Liên đoàn bóng đá và chơi trận bóng đầu tiên của họ với Middlesbrough Ironopolis vào ngày 2 tháng 9 năm 1893 và giành chiến thắng 2-0.
McKenna từng là chủ tịch của Liverpool từ năm 1906-1915. Ông được bầu làm chủ tịch của Liên đoàn bóng đá vào năm 1917, một vị trí mà ông đã giữ trong gần 20 năm cho đến khi qua đời vào tháng 3 năm 1936. Ông phục vụ Liverpool hơn 40 năm. Giống như Houlding, McKenna là một thành viên Hội Tam Điển, tham dự Cecil Lodge số 3274.

## Qua đời và di sản
Cỗ quan tài của ông được ba cầu thủ Liverpool và ba cầu thủ Everton mang qua thành phố. Một tấm biển tưởng niệm ông vẫn còn trong phòng giải trí ở Anfield. Vào tháng 8 năm 2011, một tấm biển kỷ niệm để vinh danh huấn luyện viên đầu tiên của Liverpool F.C. John McKenna đã được tiết lộ tại Graffitilough ở hạt Monaghan, Ireland. Hơn 200 người đã tham dự một buổi hội đàm thông tin về McKenna do Keith Falkiner khởi xướng, tác giả của cuốn sách Emerald Anfield, trong hội trường cộng đồng địa phương trước khi tấm bảng được tiết lộ bởi thư ký của Kopite và LFC Donegal David Moen.
Kết thúc bài thuyết trình của mình, Falkiner đã tóm tắt những thành tựu của McKenna, ông nói rằng: "Quá trình lịch sử đã chứng minh John McKenna là một trong những người đàn ông quyền lực và thành công nhất tại Câu lạc bộ bóng đá Liverpool - nhân vật quan trọng thứ ba, theo ý kiến của tôi, chỉ sau Bill Shankly và người sáng lập câu lạc bộ John Houlding. Người dân Monaghan nên tự hào về lịch sử này và tự hào về 'người đàn ông tử tế' John McKenna - người được cho là người Ireland vĩ đại nhất từng tham gia vào ngành bóng đá ở Anh."

## Thông tin lịch sử khác
John McKenna trong thời gian giữ chức Chủ tịch Liên đoàn bóng đá đã chính thức khai trương sân vận động 'South Stand' hiện tại tại Công viên Fratton vào năm 1925. Sân được thiết kế bởi kiến trúc sư nổi tiếng, Archibald Leitch. Một tấm biển ở "South Stand" vẫn đánh dấu dịp này.